# Zazymja
Zazymja (ukr. Зазим'я) – wieś na Ukrainie, w obwodzie kijowskim, w rejonie browarskim, siedziba hromady. W 2023 liczyła 3072 mieszkańców.

## Urodzeni
- Paweł (Sabbatowski)